# قطنصار

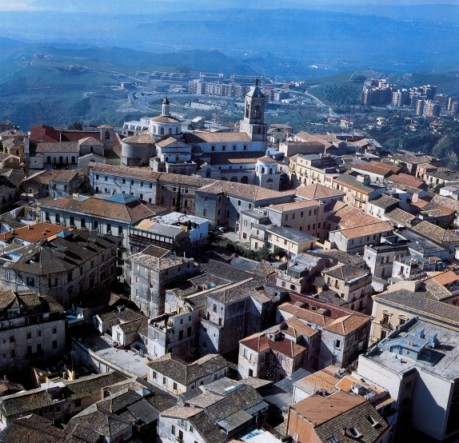
وسط المدينة القديمة

قطنصار وبالإيطالية كَتَنزارو (بالإيطالية: Catanzaro)‏، مدينة في جنوب إيطاليا عاصمة إقليم قلورية ومقاطعة قطنصار وهي ثاني أكبر مدن الإقليم، يبلغ سكانها 95.099 نسمة، أسست استراتيجيًا على صخرة مطلة على خليج سكويلاتشي في برزخ قطنصار، في النقطة الأضيق في شبه الجزيرة الإيطالية حيث يبعد ساحل البحر الأيوني عن ساحل بحر طرانة 35 كم فقط من اليابسة، وهي مقامة على صخرة ومقسمة بين جزئين يفصلهما وادي فيوماريلا، ويتصلان مع بعض بواسطة جسر خرساني حديدي ضخم يسمى (موراندي) أو (بيسانتس) وهو من بين أعلى الجسور في أوروبا وبُنِيَ في عام 1960 ومن تصميم المعماري ريكاردو موراندي، في الأيام الصافية بالإمكان رؤية البحر الأيوني وبحر طرانة، وحتى جزيرة سترومبولي، تبعد عن شاطئ البحر بعد 5 كم جنوبا، وبها منتزه واسع ومرفأ صغير لقوارب الصيد والنزهة.

## السكان
في سنة 1861 بلغ عدد السكان 22٬378 نسمة، وتطور العدد ليصل في سنة 2011 لـ 89٬364 نسمة.
يظهر هذا المخطط البياني تطور النمو السكاني لـ قطنصار

## التاريخ
هناك اختلاف حول أصل اسمها، البعض يقول أنه مشتق من جنرالين بيزنطيين، الأول اسمه كاتارو والآخر اسمه زارو، في حين ترى نظرية أخرى أن زارو هو الاسم الأصلي لنهر (زارابوتامو) بحيث أن كاتا زارو تعني ما وراء النهر. ووفقا لـ لويجي سيتمبريني، يمكن أيضا أن يكون الاسم مستمدًّا من الكلمات اليونانية Κατανθέρος (كاتَنْثيروس)، «على المزهرة (التلال)».
بنيت البلدة القديمة فوق ثلاثة تلال (تلة سان تريفوني (San Trifone) أو تلة سان روكّو (San Rocco)، وتلة الأسقفية (Dei Véscovi)، وتلة سان جوفاني (San Giovanni) في العصر البيزنطي.
كانت قطنصار عاصمة إنتاج الخمور في العالم وصنعت الأقمشة الحريرية والمخرمة للعالم والفاتيكان. ويأتي التجار من جميع أنحاء أوروبا لشراء الحرير في ميناء ريو قلبرية قبل يوم عيد العنصرة. أكبر صناعة إنتاج حرير أنشأتها عائلة باربارو البندقية واعتُبروا ذوي رتبة بارونية، مرت البارونية في وقت لاحق إلى آل سكالفارو بعد أن أصبح بارونات آل باربارو رؤساء المنطقة بأسرها، تاريخ آل باربارو وآل سكالفارو في كاتنزارو لا يزال موجودا في أسماء الشوارع المركزية كما شارع باربارو Via Bàrbaro وشارع سكالفارو Via Scàlfaro.
ضربها زلزال مدمّر في عام 1783 قضى على الكنائس والقصور وجزء كبير من السكان، وضربها زلزال آخر في عام 1832 أكمل تدمير أغلب المباني التاريخية القديمة. كانت كاتانزارو مركزا بيزنطيا نابضا بالحياة وكذلك مركزا نورمانيًّا مبكرا، والقلعة النورمانية السابقة لا تزال موجودة حتى اليوم.